# マルコス・バフィアディス
マルコス・バフィアディス（ギリシア語: Μάρκος Βαφειάδης、1906年1月28日 - 1992年2月22日）は、ギリシア内戦中にギリシャ共産党を率いた人物である。彼の家系はもともとキオス島から来ている。

## 来歴

### 戦前の動向
1923年に、ギリシアとトルコの間で、宗教的問題による住民の交換がなされた後、バフィアディスは難民としてテッサロニキとカヴァラに行った。1928年から、テッサロニキでギリシア青年共産主義同盟(英語版)のメンバーとして活動を開始。1932年に逮捕され、国内追放となる。1933年10月に解除され、ギリシアの主要地域にて政治活動を再開した。
イオアニス・メタクサスによる八月四日体制の成立後、バフィアディスはアイオス・エフストラティオス島へと再び追放されるが、１ヶ月足らずで島から脱出した。その後彼は、クレタ島にてギリシア青年共産主義同盟の秘密組織で活動し、1938年7月28日にハニアで発生した、反八月四日体制暴動を指導した。暴動の鎮圧後、彼はアテネで逮捕され、ナフプリオの刑務所に投獄されたのち、ガヴドス島へと追放された。

### レジスタンス活動と内戦
1941年5月、ナチス・ドイツによるギリシア占領が始まり、収監されていたバフィアディスと他のギリシア軍人たちは、ガヴドス島を離れることを許され、ドイツの支配に反対する秘密組織の源流となった組織を始めた。その活動は、初期の頃はクレタ島を中心に、後にアテネやテッサロニキ、やがては全マケドニアに広がった。1942年に、バフィアディスはギリシア共産党中央委員会と、ギリシア人民解放軍(英語版)マケドニア部門の監督者に選出された。また1944年5月には、テッサロニキの代表として、エヴリタニア県のコリスチャデス村に設置された国民評議会(英語版)のメンバーに選出されたが、出席することは出来なかった。1944年10月にドイツ軍が撤退したあと、彼は代理人と共にテッサロニキへ移った。
1944年11月、バフィアディスらの勢力は中央マケドニアを解放し、残存ナチス・ドイツ勢力によって攻撃されていた数千人のユダヤ人を救助した。1946年2月、常備軍の創設を望んでいたギリシア共産党書記長ニコラオス・ザカリアディス(英語版)と決裂した。バフィアディスは、現行のギリシア政府が保有する軍事力が高く、ゲリラ戦術を用いるべきだと考えていたからである。
ところが1946年7月、ザカリアディスはバフィアディスをギリシア共産党ゲリラ部隊の指揮官に指名した。同年10月にギリシア民主軍(英語版)が発足し、バフィアディスが指揮官に就任。1947年12月には、ギリシア臨時民主政府(英語版)の首相と陸軍大臣に就任した。
ギリシア内戦の終盤で、バフィアディスとザカリアディスとの戦闘教義における不和は最高潮に達し、バフィアディスは1948年8月にギリシア民主軍指揮官を、1949年1月には全ての役職を罷免された。1950年10月に、彼はギリシア共産党から追放され、ソヴィエト連邦へと亡命。ギリシア民主軍の解体後から逃亡を続けた。

### ギリシア内戦後
ヨシフ・スターリンの時代が終了した後、バフィアディスはギリシア共産党に復帰し、ギリシア共産党中央委員会政治局のメンバーに選出された。ところが、再び党書記長との間で不和が発生し、1958年1月に役職から罷免され、1964年6月にギリシア共産党から追放された。1968年にギリシア共産党が分裂、そのうち「内部派（ギリシア語:εσωτερικού）」と呼ばれる派閥がバフィアディスを復帰させた。ソヴィエト連邦へ亡命して33年が経った1983年3月、彼はギリシアへ帰還し、キオス島で自身の回顧録を著した。彼はアンドレアス・パパンドレウ(英語版)の政治サポーターとなり、1989年11月と1990年4月に、全ギリシア社会主義運動の全国区からギリシア議会に選出された。